# Shelda Bedê
Shelda Kelly Bruno Bedê (Fortaleza, 1 de enero de 1973) es una ex jugadora brasileña de voleibol de playa. Fue dos veces subcampeona olímpica, en 2000 y 2004, y dos veces campeona mundial, en 1999 y 2001, además de ser siete veces campeona del Circuito Mundial de Voleibol de Playa, y medalla de oro en los Juegos Panamericanos de 1999.